# カイロ団長
「カイロ団長」（カイロだんちょう）は宮沢賢治の短編小説（寓話）。生前未発表の作品である。

## あらすじ
あるとき三十疋（ぴき）のあまがえるたちが、一緒に面白く仕事をしていた。彼らの仕事は虫仲間から頼まれ、木の実や花を集めたり、立派な庭を造ったりすることだった。ある日彼らはたまたま通りかかった道で「舶来ウェスキイ」なるものを売っているとのさまがえるに出会う。みんなそのお酒を大変気に入り大いに飲むが、その代金を支払うことができず、とのさまがえるの家来になってしまう。とのさまがえるは、自らを団長とするカイロ団なるものを結成し、あまがえるに「従わなければ警察に突き出す」と厳しい労働を要求する。最初はウェスキイの慰労もあり従っていたあまがえるであったが、ある日、今日中に一疋900貫もの石を運べという命令を出される。あまりに過酷な内容と進まない作業に、「どうか早く警察へやって下さい」とあまがえるが言い出したとき、「人にものを言いつける方法」についての「王さまの新しいご命令」が伝えられる。それは仕事を命じる側が先に同じ仕事を体重の比率で倍した形でやるという内容だった。立場が逆転したあまがえるたちは、とのさまがえるに巨石を結びつけて引かせようとし、失敗した醜態を嘲笑ったが、寂しさを感じて沈黙する。その直後、「すべてあらゆるいきものはみんな気のいい、かあいそうなものである。けっして憎んではならん」という新たな「王さまの新しいご命令」が伝えられ、あまがえるのいたわりを受けたとのさまがえるは悔悟の涙を流しながら、カイロ団をやめて仕立屋に戻ると述べる。あまがえるたちは再び自分たちの仕事ができるようになった。